# Kauket

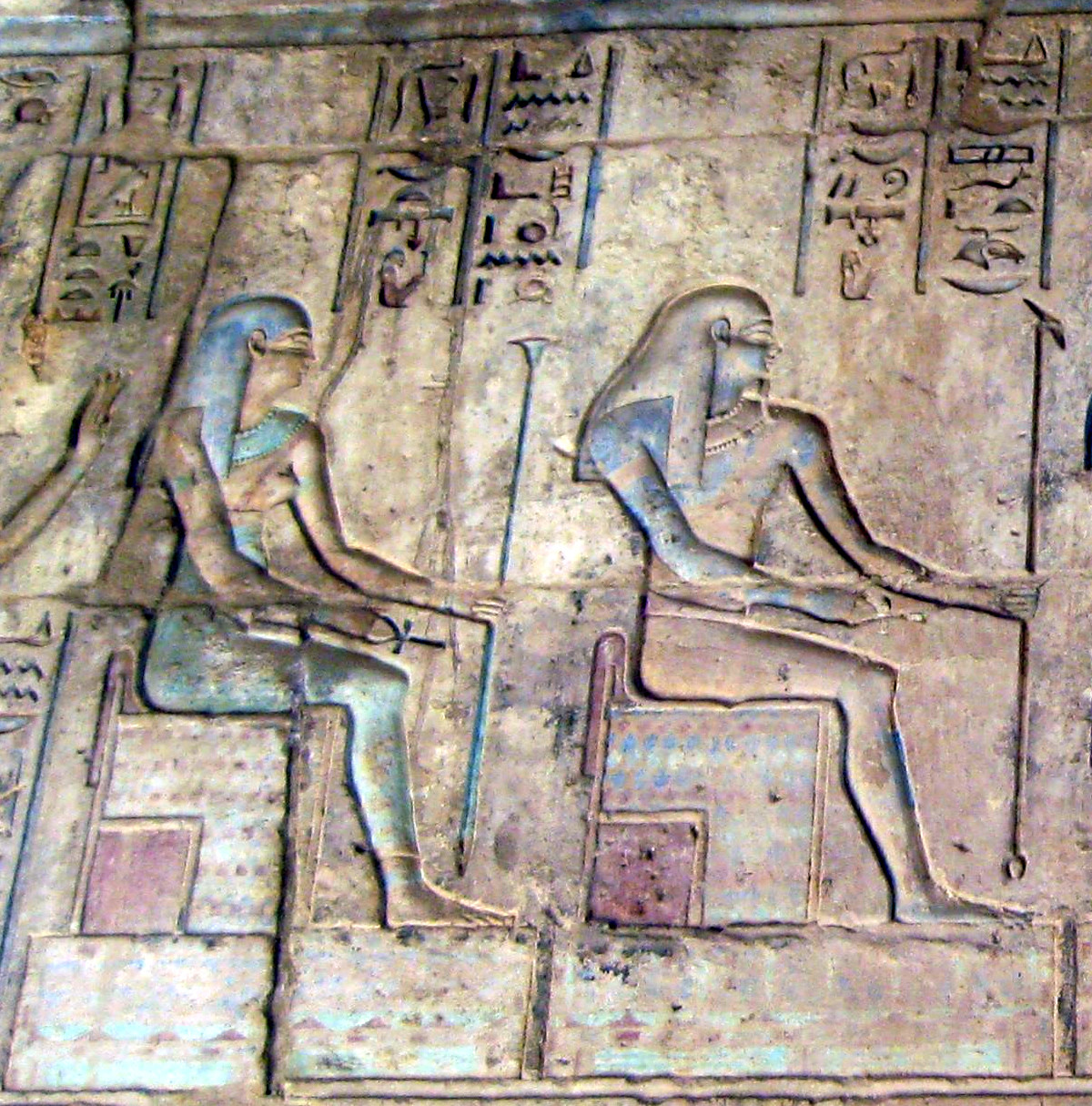
Kuk och Kuket

Kauket, Keket eller Kuket, var en urgudinna i egyptiska mytologi, som tillsammans med sin make Kuk ingick i den Hermopolitanska ogdoaden som dyrkades i Hermopolis tillsammans med sex andra gudar: Nun, Huh, Amun, Naunet, Hauket och Amaunet.
Kauket representerade tillsammans med sin make det ursprungliga kaoset som universum skapades ur. De hjälpte också till att skapa ljuset.